# Рудник Алдісс
Рудник Алдісс – гірничодобувний майданчик на заході Австралії.
Перший етап розробки рудного поля Алідсс припав на 1990-ті роки, коли компанії Freeport McMoran Ltd та Poseidon Gold Ltd відкритим способом розробляли рудне тіло Кароні (Karonie), при цьому вилучили 1,6 млн тонн руди та отримали 5,8 тонни золота.
В 2018/2019 фінансовому році розробку відновила компанія Silver Lake Resources Limited. Роботи первісно велись відкритим способом за допомогою кар’єрів Гарріс-Гілл (відпрацювання завершене у 2019/2020 фінансовому році) та Френч-Кісс (роботи початі та звершені в 2019/2020-му), з яких отримали 3,8 тонни золота. 
У 2020/2021 та 2021/2022 фінансових роках провадили відпрацювання кар’єрів Кароні-Соуз, Танк та Атрейдес, звідки вилучили 2,4 млн тонн руди та отримали 3,7 тонни золота.
В 2022-му почались роботу підземним способом на Танк-Соуз, доступ до якого облаштували через портал в кар’єрі Танк. Протягом 2022/2023 фінансового року звідси вилучили 0,21 млн тонн руди та отримали 0,8 тонни золота, при цьому залішкові запаси оцінювались у 0,42 млн тонн руди та 1,3 тонни золота. Відпрацювання Танк-Соуз завершилось навесні 2024 року.
Влітку 2024-го відновили розробку кар’єру Френч-Кісс, залишкові запаси якого оцінили у 0,4 млн тонн руди та 0,8 тонни золота (при цьому ресурси рудного поля все ще оцінювали у понад 5 млн тонн руди та біля 10 тонн золота, біля половини з яких припадало на Кароні).
Руду віправляють на переробку на фабрику з вилучення золота Рандаллс, що є центральною для групи копалень, яка також включає рудники Маунт-Белчес, Дейзі та Мажестік/Імперіал.